# 舍维伊 (沃州)
舍维伊（法語：Chevilly，法語發音：[ʃəviji] ⓘ）是瑞士联邦西部法语区的沃州下设的一个镇。在行政上属于莫尔日区管辖。舍维伊的总面积为3.87平方公里。截至2010年底，总人口为245。

## 地理
舍维伊位于莱芒湖以北，东以沃诺日河为界。

## 名人
- 夏尔·格莱尔，19世纪瑞士艺术家。